# Ligia Macovei
Ligia Macovei, lánykori nevén Ligia Tomesco (Bukarest, 1916 – Bukarest, 1998) a politikában is aktív szerepet játszó román képzőművész és műgyűjtő, a magas állami politikai tisztségeket betöltő Pompiliu Macovei politikus és műgyűjtő felesége. Alkotó tevékenységének fő területei a festészet, rajz és grafika. Számos könyv művészi illusztrációját készítette. Románia nemzetközi kulturális kapcsolatainak építésében kiállítások és csereprogramok szervezésével is részt vett. A Nagy Nemzetgyűlés képviselője volt az 1952-1957-es ülésszakban.
A Román Szocialista Köztársaság Csillaga Érdemrend III. fokozatát 1971-ben a Román Kommunista Párt megalakulásának 50. évfordulója alkalmából a szocializmus építéséért végzett különleges érdemeiért kapta.

## Tanulmányok

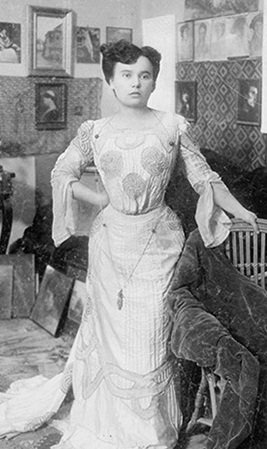
Cecilia Cuțescu-Storck
Európa első női oktatója művészeti akadémián

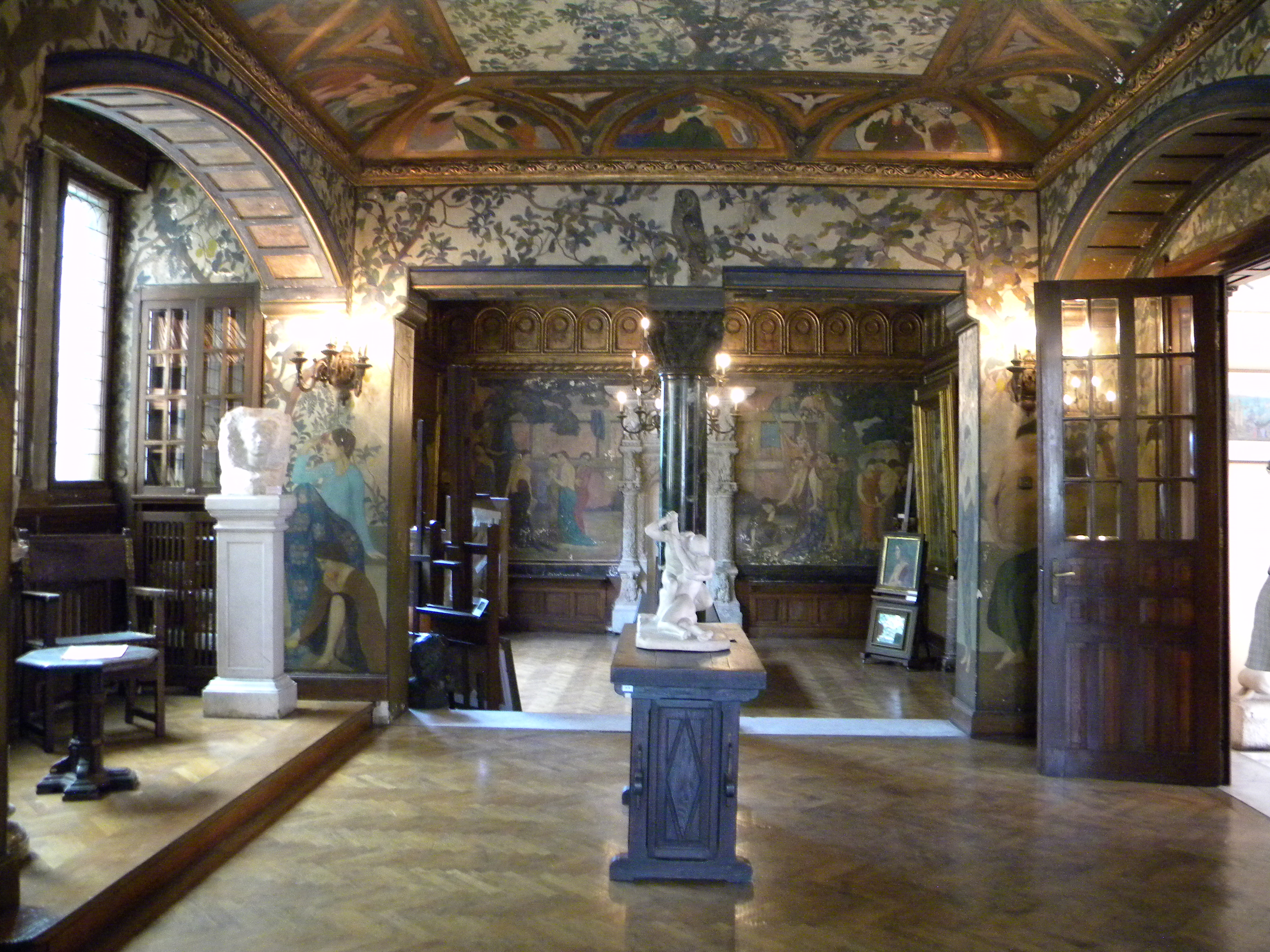
Frederick és Cuțescu-Storck Múzeum Bukarest

Ligia Macovei 1934 és 1939 között a Bukaresti Képzőművészeti Akadémián folytatta tanulmányait, a díszítőművészeti szakon. A Theodor Aman és Gheorghe Tattarescu festőművészek erőfeszítéseinek eredményeként, 1864 október 5-én Alexandru Ioan Cuza uralkodó decrétumával alapított oktatási intézmény mai neve Bukaresti Nemzeti Művészeti Egyetem (Universitatea Națională de Arte București). Az intézmény története során többször változott elnevezése. A dekoratívművészeti iskolája 1904-ben alakult.
Ligia Macovei 1934-ben először Jean Alexandru Steriadi osztályába iratkozott be, majd 1935-ben, amikor a díszítőművészetre specializálódott, rövid ideig Costin Petrescu osztályába járt. Mivel alkatához Petrescu tanítási módszere nem passzolt, átment Cecilia Cuțescu-Storck osztályába, akivel ezzel szemben rendkívül jó tanár és tanítvány kapcsolata alakult ki, amit későbbi közös kiállításuk is bizonyít. Szobrász és építészeti képzést is kapott. Professzorai Cornel Medrea szobrász és Horia Teodoru építész voltak.
Cecilia Cuțescu-Storck nagy hatással volt Románia kulturális életére a két világháború között. 1879-ben született. Anyai nagyszülei adoptálták, innen ered a Cuțescu név. 1897-ben kezdte művészeti tanulmányait Münchenben a Damenakademie diákjaként. 1899-ben Párizsba ment, ahol tanulmányokat folytatott a Julian Akadémián és az École des Beaux-Arts patinás intézményében. 1916-ban visszatért Romániába, ahol a művészeti életben a feminizmus korai képviselője lett. Olga Greceanu és Nina Arbore kolléganőkkel megalakították a Nők Festő és Szobrász Szövetségét (Asociaţia femeilor pictore şi sculptore) és a Nők Művészeti Körét. 1916-tól oktatott a Bukaresti Művészeti Akadémián, így ő volt nem csak Románia, hanem egész Európa első női professzora művészeti akadémián. Több művész generációt oktatott, és kiemelkedő személyisége nagy hatással volt diákjaira, így Ligia Macoveire is, aki murális festést, reklámgrafikát és illusztrációt tanult professzorától. A közös társadalmi és művészeti törekvések talaján alakult ki életre szóló barátság köztük. Bukarest mindkettőjüknek egy múzeumot köszönhet, melyet férjükkel, illetve családjukkal hoztak létre, és adományoztak a városnak.
Cecilia Cuțescu-Storck férje, Frederic Storck (1872-1942) szobrász családból származott. A művésznő és lányai a férj halála után 1951-ben adományozták a városnak a család művészi alkotásait és gyűjteményét. A Frederic és Cecilia Cuțescu-Storck Múzeum Karl Storck (1826-1887) és Carol Storck (1854-1926) szobrászok alkotásait is bemutatja.

## Közéleti szerep
Ligia Tomesco tanulmányai befejezésének évében, 1939-ben ment férjhez Pompiliu Macoveihez, akinek felvette nevét. Így művészként is a férjezett nevén ismert. Pompiliu Macovei eredeti foglalkozása építész. 1952-től 1958-ig Bukarest főépítészeként tevékenykedett. Mivel ebben a korszakban, ilyen magas pozícióban, a Szovjetunió által diktált szocialista realizmus követelményeinek meg kellett felelni, építészként behatároltak voltak a lehetőségei. A nemzetközi avantgárd építészet eredményeit ismerve sem tervezhetett Romániában olyan épületet, mely azzal lépést tarthatott volna.
1958-tól 1960-ig Párizsban volt kiküldetésben, ahol Románia párizsi nagykövetségének építésénél tanácsadóként tevékenykedett. Ekkor kezdett politikai pályafutása felívelni, és a továbbiakban inkább politikusként volt aktív. A következő két évben Románia olaszországi nagykövete volt Rómában, majd külügyminiszter-helyettes. 1965-től 1971-ig a legmagasabb művészettel foglalkozó hivatal, az Állami Művészeti és Kulturális Tanács (Consiliul de Stat pentru Arta şi Cultura) elnöke volt.  Ez annak a hároméves periódusnak a kezdete volt, amikor az állami vezetés saját hatalma megszilárdításához szükségesnek érezte a művészek támogatását, és ezért a korábbinál nagyobb alkotói szabadságot engedett. Macovei ennek a rövid, három évig tartó kulturális enyhülési politikának volt a kulturális minisztere. 1971–1977 között Románia nagykövete volt az UNESCO-ban.
Ezeknek a küldetéseknek kapcsán Ligia Macovei önállóan is aktív politikai szerepet játszott, és sokat tartózkodott külföldön. Volt román UNESCO megbízott Párizsban, képviselte Romániát genfi nemzetközi tárgyalásokon. A külföldi kiküldetések alkalmat adtak arra is, hogy romániai művészeket népszerűsítsen Európában, csereprogramokat és kiállításokat szervezzen. Így például 1969-ben Budapesten a Műcsarnokban  a Kulturális Kapcsolatok Intézetével közösen rendezett kiállítását, mely május 9-től június 1-ig volt látogatható, augusztus második felében a román grafikát bemutató kiállítás követte.

## Alkotó tevékenysége
Ligia Macovei alkotói tevékenysége nem csak témaválasztás tekintetében, hanem a választott technika szempontjából is széles skálát ölel fel. Egyformán rutinosan dolgozott olajjal, akvarell festékkel, gouache technikával vagy lakkal. Stílusára az expresszionizmus volt legnagyobb hatással. Különösen grafikáin, könyvillusztrációin érződik a két világháborút átélt generáció ideges vonalvezetése. Életművében külön, előkelő helyet foglalnak el alkalmazott grafikai alkotásai, könyvillusztrációi, melyek önmagukban is megalapozták hírnevét. Pályája elején főleg grafikai munkákat, rajzokat készített.
Rajzolóként 1944-től munkatársa volt a Tribuna poporului és az Orizont, majd később a Scînteia, Contemporanul, România liberă, Veac Nou, Luminiţa és  Urzica lapoknak.
Mihai Eminescu, Tudor Arghezi, Robert Desnos, Umberto Saba verseinek illusztrációit készítette, valamint Lermontov, Gogol, Maria Rovan, Petru Dumitriu, Mihail Sadoveanu, Hortensia Papadat-Bengescu, Salvatore Quasimodo prózaköteteit illusztrálta. Robert Desnos-nak a Szerelemtelen éjek éjszakája című poémájához a 24 illusztrációból álló ciklust 1947-ben készítette. Ezek közül kilenc szerepelt az 1956-ban rendezett Velencei Biennálén.
Habár számos tájképet is találni lehet életművében, festményei középpontjában többnyire az ember áll, életjeleneteket és karaktereket ábrázol. Tájai sem élettelenek, az emberi tevékenység nyoma közvetve felidézi az embert.   
Hol egy szénakazal, hol halászbárka csempészi be az emberi élet jellegzetes pillanatainak lenyomatát a képbe. A képek őrzik utazásainak emlékét, az 1947-es jugoszláviai út, az olaszországi évek és a szicíliai tartózkodás tapasztalatait. Igazi elmerülést a természet csodálatában, és megfeledkezést a társadalomról a tenger azúrkékjét ábrázoló képein érezni.
Életjelenetei társadalmi körképet adnak. Ábrázolják a szegényebb rétegek mindennapjainak pillanatait, és a felső tízezer tobzódását az élvezetekben. Munkások, virágárus lányok, narancs szüretelők éppúgy megjelennek a képeken, mint a gazdagok koktélpartijai, báljai, vagy az utcai lámpák fényében kacérkodó éjszakai pillangók. A festmények jelentős részének főszereplője az nő, érzékenyen megfogalmazott szerepeiben, széles hangulati skálán ábrázolva.

## A műgyűjtemény

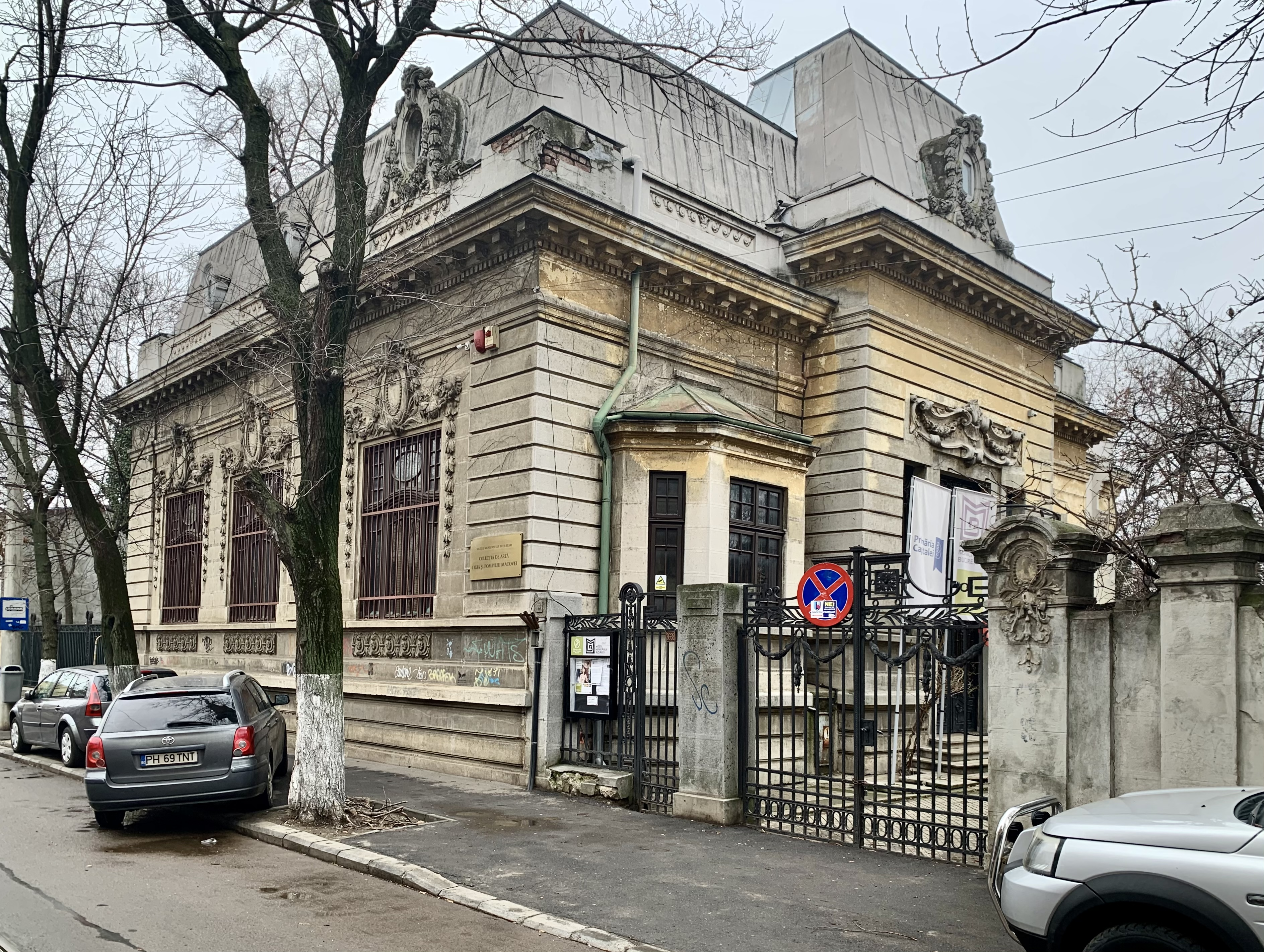
Ligia és Pompiliu
Macovei Múzeum
Strada 11 Iunie nr. 36-38
Bukarest, 2021 január

Ligia és Pompiliu Macovei szenvedélyes műgyűjtők voltak. Gyűjteményüket 1992-ben a városnak ajándékozták, és ma egykori házukban múzeumként látogatható. A francia eklektika stílusában épült ház építészettörténeti műemléknek számít, mely felidézi a környék múltját. A városnak ez a régi negyede a nagy múltú vagyonos családok és gazdag kereskedők lakhelye volt egykor.
Szerencsés helyzetüknek, külföldi kiküldetéseiknek köszönhetően az évek alatt komoly, nagy értékű gyűjteményt hoztak létre egy olyan korban, amikor a magántulajdon lehetősége korlátozott volt. A gyűjtemény szerteágazó, mindent tartalmaz, ami a régi nagypolgári családok lakásainak dísze volt, értékes bútorokat, szőnyegeket, üveg és porcelán tárgyakat, kisplasztikákat. Megtalálhatók a világ sok különböző tájáról származó népművészeti és díszítőművészeti tárgyak. Ligia Macovei művei alkotják a gyűjtemény egy tetemes részét.
Értékes, tizenegyezer kötetet tartalmazó könyvtár is a gyűjtemény része. A könyvek jelentős része művészeti kiadvány, nagy értékű művészeti sorozat. Vannak filozófiával, esztétikával, csillagászattal, fizikával, biológiával, az emberi gondolkodás történetével és történelemmel foglalkozó könyvek is. Külön egységet képeznek a zenetörténeti könyvek, zeneesztétikai tanulmányok, nagy zeneszerzők szimfonikus műveinek kottái, zeneszerzőkről és előadókról szóló könyvek.

## Kiállítások (válogatás)
- 1943. 03. 27. – 1943 04. 09. Kortárs román művészet: Ligia Macovei, Eugenio Dragutescu, Joan I Mirea, Galleria del Cavallino, Velence, Olaszország[18]
- 1954 Velencei Biennale[19]
- 1956 Velencei Biennale[12]
- 1958 Velencei Biennale[19]
- 1962 május Galleria Penelope Róma[20]
- 1965. 09. 16.-1965. 10. 10. Ligia Macovei, Künstlerhaus, Bécs, Ausztria[21]
- 1969 Műcsarnok Budapest[10]
- 1975. 08. 28 – 1975.11. Pintura e Gravura Contemporânea Romena, Fundação Calouste Gulbenkian, Liszabon, Portugália[22]
- 2020. 09. 17. – 2021. 01. 10. Cecilia Cuțescu-Storck és Ligia Macovei egyedülálló kapcsolata, Ligia és Pompiliu Macovei Múzeum, Bukarest[23][24]
- 2021. 05. 14 – 2021. 07. 18. Ligia Macovei és Tudor Arghezi, rajzok és monotipiák a versekhez, Ligia és Pompiliu Macovei Múzeum, Bukarest[25][26]
- 2022. 02. 25. – 2022. 05. 22. Nők Ligia Macovei plasztikus ábrázolásában, Ligia és Pompiliu Macovei Múzeum, Bukarest[27]